# Bell 505 Jet Ranger X
Le Bell 505 Jet Ranger X est un hélicoptère léger monoturbine conçu par Bell Helicopter et assemblé dans les ateliers de Bell Helicopter à Mirabel, au Canada. Le Bell 505 a été dévoilé au salon aéronautique de Paris en juin 2013 en tant que Bell SLS (Short Light Single). La désignation du Bell 505 a été officiellement annoncée en février 2014. Son premier vol a eu lieu le 11 novembre 2014. L'hélicoptère a été certifié par Transports Canada en décembre 2016.

## Conception et développement
L'hélicoptère a été dévoilé au salon aéronautique de Paris 2013 le 17 juin 2013 sous le nom de Bell SLS (Short Light Single). La désignation du modèle a ensuite été annoncée lors de la conférence HAI Heli-Expo 2014 à Anaheim, en Californie, le 25 février 2014,.

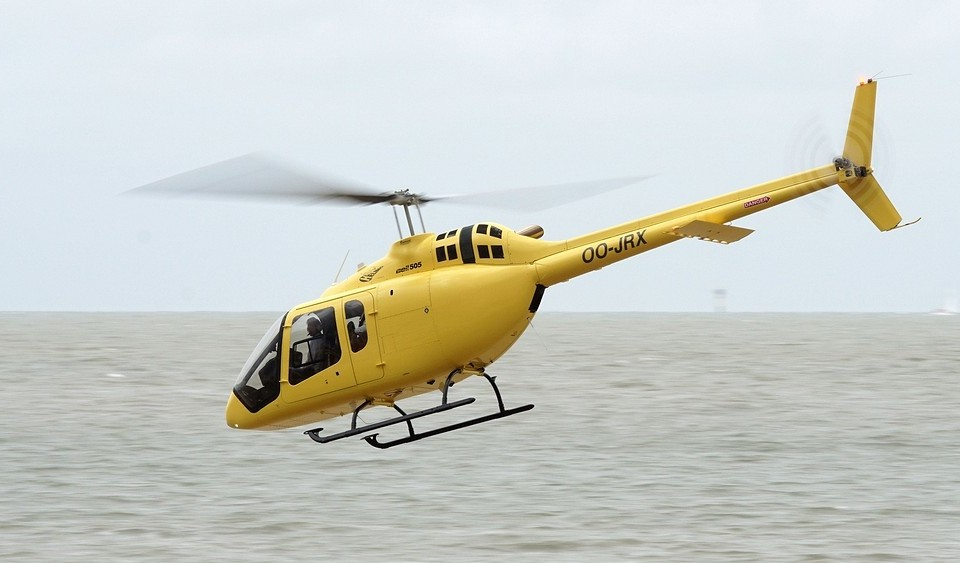
Un Bell 505 Jet Ranger X en vol en 2018

Le Bell 505 est une conception «en feuille blanche», mais utilise certains composants dynamiques, tels que le système de rotor du Bell 206L-4. La cellule est construite en métal et en matériaux composites et possède un plancher plat de 2,04 m2 (22 pieds carrés) et un compartiment à bagages de 0,51 m3 (18 pieds cubes). Le moteur Turbomeca Arrius 2R avec un FADEC à double canal a un temps moyen entre deux révisions  de 3 000 heures. Le cockpit du 505 est équipé de la suite avionique  Garmin G1000 H,,. Diverses options telles qu'un crochet de chargement sont disponibles.

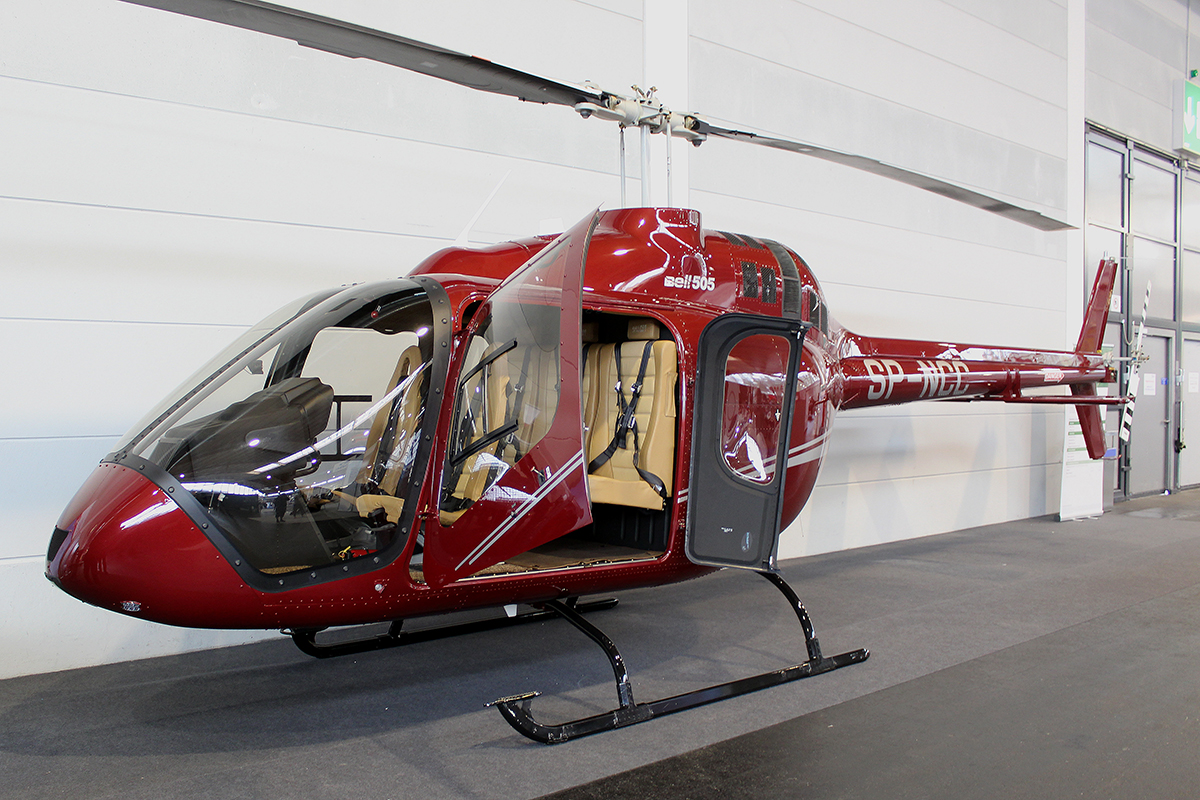
Un Bell 505 avec sa cabine ouverte.

La production principale a débuté en 2016  dans un hangar de 7 646 m2 de 26,3 millions de dollars, à l'aéroport régional de Lafayette, en Louisiane, mais l'outillage a été créé pour être assemblé à différents endroits du monde. La  Louisiane a offert un soutien de 8 millions de dollars pour la création de 250 nouveaux emplois et a commencé la construction de l'usine en août 2014, qui a ensuite été louée à Bell. L'usine a ouvert ses portes en août 2015. Le 19 mai 2016, le président-directeur général de Bell Helicopter, Mitch Snyder, a annoncé des modifications de la chaîne d'approvisionnement de production, notamment le transfert de la production du Bell 505 dans le centre de montage et de distribution de Bell Helicopter situé à Mirabel, au Québec, au Canada. Le Lafayette Assembly Center, spécialement conçu pour la fabrication et la livraison du 505, finira les sous-ensembles du Bell 525 et réalisera des travaux sur les drones Northrop Grumman MQ-8C Fire Scout .
L'assemblage initial, les essais en vol et la certification ont commencé au Canada, alors que l'usine est en construction aux États-Unis. Le premier vol a atteint 60 nœuds le 11 novembre 2014 et le deuxième prototype a volé en février 2015. Bell a déclaré disposer de 240 lettres d'intention (50 en Europe) pour le 505 en octobre 2014 et en novembre, l'opérateur de tourisme chinois Reignwood a augmenté sa commande afin de passer de 10 à 60. En août 2015, Bell avait 350 lettres d'intention.
La certification par Transports Canada a été accordée le 21 décembre 2016,.
Le premier appareil a été livré le 7 mars 2017 à un opérateur privé en Arizona, aux États-Unis.
Le 505 a été certifié par la Federal Aviation Administration en juin 2017 et a reçu une certification de haute altitude (22 500 pieds d'altitude densité) en juin 2019,,.
Bell a livré le 100e 505 Jet Ranger X en juin 2018. En 2019, Bell a livré 242 hélicoptères dont 101 Bell 505 se situant avec 12 % des parts de marché du marché civil et parapublic mondial au 4e rang .

## Utilisateurs
- Corée du Sud : armée de Terre et marine sud-coréenne, jusqu'à 40 d'entraînement commandés en mai 2022 devant être livrés jusqu'en 2025[29].
- Émirats arabes unis :  Horizon International Flight Academy, 12 commandés en novembre 2019[30].
- États-Unis d'Amérique : Los Angeles Fire Department, 1 exemplaire entré en service en mars 2023[31].
- Indonésie : Marine indonésienne, 2 d'entraînement livrés le 8 décembre 2021[32].
- Irak : 15 d'entrainement commandés pour le Commandement de l'aviation de l'armée de Terre irakienne, les 7 premiers livrés en juillet 2024[33].
- Libye[33]
- Jamaïque : Escadre aérienne de la Force de défense jamaïcaine, 6 d'entraînement reçus en 2021[34].
- Japon : Garde côtière du Japon. 4 d'entraînement livrés entre janvier et février 2018[35]. Dénomination locale : Oruri[36].
- Jordanie : Force aérienne royale jordanienne. 10 d'entraînement commandés le 1er novembre 2022[37] Les 10 premiers livrés le 24 juillet 2024[33].
- Monténégro : Force aérienne du Monténégro, 2 commandés en juin 2020[38] pour 3,3 millions d'euros. Livraisons les 15 septembre 2020 et le 12 février 2021[39].
- Vietnam : Vietnam Helicopters (en). 2 unités pour les services de transport touristique. L'unité immatriculée VN-8650 s'est écrasée en mer le 5 avril 2023 avec 5 personnes à bord, toutes portées disparues.

### Développement lié
- Bell 206

### Aéronefs comparables
- Eurocopter EC120
- Robinson R66